# Travis Jankowski
Travis Paul Jankowski (né le 15 juin 1991 à Lancaster, Pennsylvanie, États-Unis) est un joueur de champ extérieur des Mets de New York de la Ligue majeure de baseball.

## Carrière
Joueur des Seawolves de l'université d'État de New York à Stony Brook, Travis Jankowski est l'un des 4 joueurs réclamés au premier tour de sélection par les Padres de San Diego au repêchage amateur de 2012 et le 44e athlète choisi par un club du baseball majeur cette année-là. Il est une sélection accordée aux Padres en compensation de la perte dans les mois précédents d'un agent libre, le lanceur droitier Aaron Harang, qui avait quitté San Diego pour rejoindre les Dodgers de Los Angeles.
Jankowski, un voltigeur de centre, amorce sa carrière professionnelle dans les ligues mineures avec un club affilié aux Padres en 2012. Rapide coureur, il amasse 71 buts volés pour le club-école de niveau A+ des Padres en 2013. En 2014, il est limité à 46 matchs de ligues mineures à la suite d'une fracture de l'épaule droite. En 2015, il gradue au niveau Triple-A, le plus haut échelon des ligues mineures. Avant d'obtenir un premier essai dans les majeures, il maintient une moyenne au bâton de ,335 en 97 matchs joués en 2015 dans le Double-A et le Triple-A, et il frappe pour ,392 après avoir été promu aux Chihuahuas d'El Paso le 22 juillet.
Travis Jankowski fait ses débuts dans les majeures avec les Padres de San Diego le 21 août 2015. Dans ce premier match, il récolte deux coups sûrs et un point produit, dont son premier coup sûr dans les majeures aux dépens du lanceur John Lackey des Cardinals de Saint-Louis.